# 終われない歌
「終われない歌」（おわれないうた）はファンキー加藤の楽曲。ドリーミュージックから2020年3月16日に配信限定でリリースされた。

## 曲の詳細
1. 終われない歌 [3:50]
  - 作詞 : ファンキー加藤 作曲 : ファンキー加藤/サトシ/田中隼人